# Aoi Itō
Aoi Itō (伊藤 あおい?, Itō Aoi; Giappone, 21 maggio 2004) è una tennista giapponese.

## Carriera
Aoi Itō ha vinto 4 titoli nel singolare e 9 titoli nel doppio nel circuito ITF nella sua carriera. Il 5 maggio 2025, ha raggiunto il best ranking mondiale nel singolare al n°100, e il 16 settembre 2024 invece ha conseguito il suo best ranking mondiale nel doppio al n°180.

### 2023-2024: Debutto e prima semifinale WTA
Itō ha fatto il suo debutto nel circuito maggiore al Kinoshita Group Japan Open Tennis Championships grazie ad una wildcard per le qualificazioni, dove è stata sconfitta nel primo turno dalla russa Valerija Savinych in due set.
Ottiene il risultato più importante della carriera al Kinoshita Group Japan Open. Inizialmente, riesce a superare le qualificazioni sconfiggendo le teste di serie numero 4 Emina Bektas e numero 12 Arianne Hartono. Nel primo turno viene sorteggiata contro la ex numero 4 del mondo e campionessa Slam Sofia Kenin, riuscendo nell'impresa di batterla dopo essersi trovata in svantaggio nel set decisivo per 2-5, completando poi la rimonta e battendola con il punteggio di 6-2, 3-6, 7-5, ottenendo la sua prima vittoria nel circuito maggiore al debutto Nel secondo turno, si trova di fronte la testa di serie numero 8 Elisabetta Cocciaretto e anche in questa occasione riesce a sorprendere, sconfiggendo a sorpresa l'italiana con il punteggio di 6-4, 6-3 ed approdando nel suo primo quarto di finale a livello WTA, contro la sua prima avversaria compresa nelle top 50 della classifica. In una intervista avuta con The Digest nel 2022, mentre ancora frequentava le scuole superiori, e poi riconfermato tramite le interviste dopo gli incontri, Aoi ha affermato di ammirare ed ispirarsi come gioco alla ex numero 1 del mondo di doppio Hsieh Su-wei, facendo del suo gioco ortodosso fatto di slice, palle corte e cambi di gioco la sua arma di forza per contrastare il gioco potente delle avversarie, utilizzando la tecnica per compensare l'assenza di forza. Contrapposta alla lucky loser Eva Lys, la giapponese riesce in un'altra impresa sconfiggendo la tedesca con il punteggio di 6(6)-7, 6-2, 6-3 in un incontro che ha subito anche una sospensione per pioggia; questo, proietta la giovane tennista orientale nella sua prima semifinale WTA della carriera. Qui, viene sconfitta dall'altra qualificata Kimberly Birrell con il punteggio di 4-6, 3-6, sfumando così la sua prima finale in carriera al debutto, rendendosi però protagonista di un grande risultato.
Due settimane dopo, entra nel tabellone del Prudential Hong Kong Tennis Open, dove è sconfitta al primo turno dalla seconda testa di serie Katie Boulter in due set molto lottati.

### 2025: Top 100 e prima vittoria su una Top 10
Aoi inizia il 2025 nel migliore dei modi, aggiudicandosi il primo titolo WTA 125 della carriera al Workday Canberra International, dove sconfigge in semifinale la prima testa di serie Nuria Párrizas Díaz e in finale ha la meglio sulla cinese Wei Sijia con il punteggio di 6-4, 6-3. Il mese dopo, si qualifica per il Qatar TotalEnergies Open, il suo primo main draw di un torneo WTA 1000, perdendo al primo turno dalla ex numero 5 del mondo e campionessa Slam Jeļena Ostapenko in due set vincendo appena tre giochi. Si qualifica anche per il Miami Open, ma anche in questa occasione viene subito eliminata dalla giocatrice di casa Lauren Davis in tre lottati set, in un partita durata ben 2 ore e 44 minuti.
Il 5 maggio, entra per la prima volta in carriera nelle prime 100, posizionandosi proprio alla centesima posizione, suo best ranking. A Wimbledon, la giapponese compie il suo debutto in un torneo del Grand Slam, oltre a dover disputare il suo primo incontro su erba nella sua carriera, dove è subito sconfitta dalla russa Kamilla Rachimova. Nel mese di luglio, disputa il Livesport Prague Open ed affronta al primo turno la nuova emergente ceca Tereza Valentová, fresca vincitrice del WTA 125 di Porto, perdendo in due facili set.
Dopo aver superato le qualificazioni al Canadian Open, Aoi ottiene la sua prima vittoria nel circuito maggiore dallo scorso ottobre e arriva anche la sua prima vittoria in un WTA 1000, dopo aver sconfitto in tre set l'altra qualificata Katie Volynets, sfoggiando un tennis vario e pieno di soluzioni anomale. Al secondo turno è opposta alla settima testa di serie e numero 9 delle classifiche Jasmine Paolini, dove si trova sotto con il punteggio di 2-6 1-4 e si rende protagonista di una clamorosa rimonta, salvando un match point sul 4-5 nel secondo parziale e chiude al tiebreak del terzo set per 7 punti a 5, dopo quasi due ore e mezza di partita, ottenendo la sua prima vittoria su una giocatrice presente in Top 10 ed accedendo al terzo turno. In questa circostanza si arrende alla spagnola Jéssica Bouzas Maneiro, dopo essere arrivata per due volte a due punti dal match nel secondo set, cedendo poi nel parziale decisivo. Aoi si qualifica anche per il secondo WTA 1000 di fila al Cincinnati Open, battendo al primo turno la romena Elena-Gabriela Ruse in due set, dopo aver annullato ben quattro set point nel secondo parziale, recuperato e chiuso al tiebreak. Nel secondo turno elimina anche la veterana Anastasija Pavljučenkova, numero 27 del tabellone, in tre set, ottenendo un altro scalpo importante e la quarta vittoria in carriera su una Top 50. Nel terzo turno cede il passo alla numero 6 del seeding Madison Keys, dove lotta nel primo parziale perso poi per 4-6 e perde a zero il secondo.

## Circuito WTA 125

### Singolare

#### Vittorie (1)
| N. | Data           | Torneo                           | Superficie | Avversaria in finale | Punteggio |
| 1. | 4 gennaio 2025 | Canberra International, Canberra | Cemento    | Wei Sijia            | 6-4, 6-3  |

## Statistiche ITF

### Singolare

#### Vittorie (4)
| Torneo $100.000 (1) |
| Torneo $80.000 (0)  |
| Torneo $60.000 (0)  |
| Torneo $40.000 (1)  |
| Torneo $25.000 (0)  |
| Torneo $15.000 (2)  |

| N. | Data              | Torneo                                                     | Superficie | Avversaria in finale | Punteggio |
| 1. | 11 giugno 2023    | Kashiwa Daito Kentaku Open, Kashiwa                        | Cemento    | Kisa Yoshioka        | 6-4, 6-1  |
| 2. | 9 giugno 2024     | Saitama International Women's Tennis Tournament, Kawaguchi | Cemento    | Mao Mushika          | 6-1, 6-4  |
| 3. | 29 settembre 2024 | Notowakura International Women's Open Tennis, Nanao        | Sintetico  | Ayano Shimizu        | 6-2, 6-1  |
| 4. | 24 novembre 2024  | Takasaki International Open, Takasaki                      | Cemento    | Wei Sijia            | 7-5, 6-4  |

#### Sconfitte (6)
| Torneo $100.000 (0) |
| Torneo $80.000 (0)  |
| Torneo $60.000 (1)  |
| Torneo $40.000 (2)  |
| Torneo $25.000 (1)  |
| Torneo $15.000 (2)  |

| N. | Data             | Torneo                                                | Superficie | Avversaria in finale | Punteggio     |
| 1. | 26 marzo 2023    | Asia University International Women's Open, Hinode    | Cemento    | Natsumi Kawaguchi    | 4-6, 3-6      |
| 2. | 11 febbraio 2024 | Burnie International, Burnie                          | Cemento    | Maya Joint           | 6-1, 1-6, 5-7 |
| 3. | 24 marzo 2024    | Asia University International Women's Open, Hinode    | Cemento    | Maegan Manasse       | 3-6, 2-6      |
| 4. | 26 maggio 2024   | ITF NH Bank International Women's Tennis Tour, Goyang | Cemento    | Hanna Chang          | 6(2)-7, 4-6   |
| 5. | 10 novembre 2024 | Hamamatsu Women's Open, Hamamatsu                     | Sintetico  | Mei Yamaguchi        | 6-4, 3-5 rit. |
| 6. | 13 luglio 2025   | Corroios Ladies Open, Corroios-Seixal                 | Cemento    | Vitalija D'jačenko   | 2-6, 3-6      |

### Doppio

#### Vittorie (9)
| Torneo $100.000 (0) |
| Torneo $80.000 (0)  |
| Torneo $60.000 (1)  |
| Torneo $40.000 (2)  |
| Torneo $25.000 (3)  |
| Torneo $15.000 (3)  |

| N. | Data              | Torneo                                               | Superficie  | Compagna       | Avversarie in finale            | Punteggio           |
| 1. | 30 luglio 2022    | Caloundra International, Caloundra                   | Cemento     | Nanari Katsumi | Monique Barry Stefani Webb      | 6-2, 6-2            |
| 2. | 15 ottobre 2022   | Hamamatsu Women's Open, Hamamatsu                    | Sintetico   | Haruna Arakawa | Erina Hayashi Kanako Morisaki   | 6-1, 7-6(6)         |
| 3. | 22 aprile 2023    | Osaka Daito Kentaku Open, Osaka                      | Cemento     | Mio Mushika    | Choi Ji-hee Lee Ya-hsuan        | 6–4, 6(5)-7, [10–6] |
| 4. | 17 giugno 2023    | Saitama International Women's Open Tennis, Kawaguchi | Cemento     | Miyu Nakashima | Ayumi Miyamoto Lisa-Marie Rioux | 6-4, 6-4            |
| 5. | 1º luglio 2023    | ITF WTT Women's Hong Kong, Hong Kong                 | Cemento     | Erika Sema     | Momoko Kobori Ayano Shimizu     | 5-7, 6-3, [10-4]    |
| 6. | 23 settembre 2023 | GS Yuasa Open, Kyoto                                 | Cemento (i) | Tsao Chia-yi   | Hiromi Abe Anri Nagata          | 6-2, 6-1            |
| 7. | 29 settembre 2023 | Notowakura International Women's Open Tennis, Nanao  | Sintetico   | Erika Sema     | Miho Kuramochi Kanako Morisaki  | 6-2, 7-5            |
| 8. | 28 settembre 2024 | Notowakura International Women's Open Tennis, Nanao  | Sintetico   | Naho Sato      | Momoko Kobori Ayano Shimizu     | 6-1, 6-3            |
| 9. | 21 giugno 2025    | Zagreb Ladies Open, Zagabria                         | Terra rossa | Feng Shuo      | Arina Bulatova Martha Matoula   | 7-5, 6-3            |

#### Sconfitte (7)
| Torneo $100.000 (1) |
| Torneo $80.000 (0)  |
| Torneo $60.000 (1)  |
| Torneo $40.000 (2)  |
| Torneo $25.000 (2)  |
| Torneo $15.000 (1)  |

| N. | Data             | Torneo                                                 | Superficie | Compagna          | Avversarie in finale          | Punteggio           |
| 1. | 23 luglio 2022   | Caloundra International, Caloundra                     | Cemento    | Nanari Katsumi    | Monique Barry Vivian Yang     | 2-6, 6(5)-7         |
| 2. | 1º ottobre 2022  | Noto Wakura International Women's Open Tennis, Nanao   | Sintetico  | Rinon Okuwaki     | Funa Kozaki Ikumi Yamazaki    | 6–3, 6(5)-7, [5–10] |
| 3. | 26 agosto 2023   | Hong Kong Women's, Hong Kong                           | Cemento    | Erika Sema        | Momoko Kobori Ayano Shimizu   | 6-3, 3-6, [9-11]    |
| 4. | 14 ottobre 2023  | Hamamatsu Women's Open, Hamamatsu                      | Sintetico  | Haruna Arakawa    | Hiromi Abe Natsumi Kawaguchi  | 6–3, 4–6, [4–10]    |
| 5. | 2 dicembre 2023  | Keio Challenger, Yokohama                              | Cemento    | Natsumi Kawaguchi | Liang En-shuo Tang Qianhui    | w/o                 |
| 6. | 11 maggio 2024   | Fukuoka International Women's Cup, Fukuoka             | Sintetico  | Haruna Arakawa    | Rutuja Bhosale Paige Hourigan | 6-3, 3-6, [6-10]    |
| 7. | 7 settembre 2024 | ITF Incheon Open International Women's Tennis, Incheon | Cemento    | Feng Shuo         | Tang Qianhui Zheng Wushuang   | 2-6, 3-6            |

## Vittorie contro giocatrici Top 10
| Stagione | 2025 | Totale |
| -------- | ---- | ------ |
| Vittorie | 1    | 1      |

| #    | Giocatrice      | Ranking | Evento                  | Superficie | Turno | Punteggio        | Rank. AIR |
| ---- | --------------- | ------- | ----------------------- | ---------- | ----- | ---------------- | --------- |
| 2025 |                 |         |                         |            |       |                  |           |
| 1.   | Jasmine Paolini | 9       | Canadian Open, Montréal | Cemento    | 2T    | 2-6, 7-5, 7-6(5) | 110       |